# Васютенки
Васю́тенки (рос. Васютенки) — присілок в Балезінському районі Удмуртії, Росія.

## Населення
Населення — 113 осіб (2010; 171 в 2002).
Національний склад станом на 2002 рік:
- росіяни — 84 %